# Self-Inflicted Aerial Nostalgia
Self-Inflicted Aerial Nostalgia is een album van de Amerikaanse indierockband Guided by Voices. Het is het eerste album waarin de groep de later zo voor haar kenmerkende lo fi-opnamen verwerkte.

## Tracklist
| Nr. | Titel                             | Duur |
| --- | --------------------------------- | ---- |
| 1.  | The Future Is in Eggs             | 3:29 |
| 2.  | The Great Blake Street Canoe Race | 2:54 |
| 3.  | Slopes of Big Ugly                | 2:06 |
| 4.  | Paper Girl                        | 2:16 |
| 5.  | Navigating Flood Regions          | 2:38 |
| 6.  | An Earful o' Wax                  | 4:22 |
| 7.  | White Whale                       | 2:39 |

| Nr. | Titel                         | Duur |
| --- | ----------------------------- | ---- |
| 1.  | Trampoline                    | 2:12 |
| 2.  | Short on Posters              | 1:46 |
| 3.  | Chief Barrel Belly            | 3:16 |
| 4.  | Dying to Try This             | 1:17 |
| 5.  | The Qualifying Remainder      | 2:55 |
| 6.  | Liar's Tale                   | 1:57 |
| 7.  | Radio Show (Trust the Wizard) | 4:01 |

## Bezetting
- Robert Pollard, zang en gitaar
- Jim Pollard, gitaar
- Steve Wilburg, gitaar en basgitaar
- Peyton Eric, drums en percussie
- Kevin Fennell, Mitch Mitchell en Bruce Smith verleenden assistentie

## Referentie
- (en)  Self-Inflicted Aerial Nostalgia in de Guided by Voices Database